# Друштво младих лингвиста
Друштво младих лингвиста  је невладина и непрофитна организација основана ради остваривања циљева у области лингвистике и сродних друштвених наука. Окупља студенте лингвистике и филологије, али и остале заинтересоване за језик и језике. Друштво је настало 2013. године.

## Циљеви и визија
Циљеви Друштва су научно-истраживачки рад у области лингвистике и других сродних друштвених наука, едукација и стручно усавршавање студената лингвистике и филологије, као и других заинтересованих, обука наставника у основним и средњим школама, популаризација лингвистике, унапређивање језичке културе код грађана, развијање лингвистичке и функционалне писмености, развијање свести о језику и језичким правима.
Ради остваривања својих циљева Друштво:
1. прикупља и обрађује научну и стручну литературу из лингвистике и сродних друштвених наука;
2. организује, само или као партнер са другим организацијама, школе, семинаре, скупове, конференције и друге облике едукације и стручног усавршавања за студенте и дипломиране филологе у овој области;
3. организује јавне трибине и предавања како би се разменила мишљења о релевантним лингвистичким темама;
4. води и учествује, само или као партнер са другим организацијама, у научно-истраживачким пројектима којима се стичу нова сазнања у лингвистици и сродним дисциплинама;
5. води и учествује, само или као партнер са другим организацијама, у друштвене пројектима који промовишу језичка права;
6. сарађује са универзитетима, школама, стручним удружењима и другим организацијама у земљи и иностранству које се баве лингвистичким темама, као и језичким правима;
7. објављује публикације (како стручне, тако и научно-популарне);
8. објављује стручне и научно-популарне текстове у медијима;
9. популарише лингвистику и њена достигнућа путем предавања, изложби, манифестација и сл.;
10. промовише значај развијања свести о језичким правима и језичкој толеранцији.

Визија Удружења је друштво свесних, одговорних, активних, толерантних младих језичких стручњака који ће доприносити развоју друштва путем ширења знања и научних и културних идеја. Удружење критички посматра и коментарише синхронијске и дијахронијске језичке појаве, утиче на разумевање о језику међу грађанима, друштвено је ангажовано у ширењу мултилингвизма и мултикултурализма. Крајњи циљ је језички свесно и толерантно друштво, у којем се негују вредности научног и креативног рада и демократског друштва.
Стратегија Удружења је додатна едукација пре свега студената свих нивоа студија, али и других заинтересованих, у области лингвистике, као и упућивање и укључивање студената у научно-истраживачки рад. Стратегија се заснива и на приближавању апстрактних научних концепата из лингвистике широкој популацији.

## Органи

### Скупштина
Скупштину чине сви чланови Друштва младих лингвиста.
Скупштина:
- доноси план и програм рада;
- усваја Статут, као и измене и допуне Статута;
- усваја друге опште акте;
- бира и разрешава чланове Председништва и Савета;
- разматра и усваја, најмање једном годишње, извештај Председништва;
- разматра и усваја финансијски план и извештај;
- одлучује о статусним променама и престанку рада Друштва;
- одлучује о удруживању у савезе и друге асоцијације у земљи и иностранству;
- изриче теже казнене мере члановима Друштва;
- усваја одлуке чланова о својевољном иступању из чланства.

### Председништво
Председништво је извршни орган, који се стара о спровођењу циљева Друштва младих лингвиста.
Председништво:
- руководи радом Друштва између две седнице Скупштине и доноси одлуке ради остваривања циљева Друштва;
- организује редовно обављање делатности Друштва;
- поверава посебне послове појединим члановима;
- руководи материјалним и финансијским пословањем;
- одлучује о покретању поступка за измене и допуне Статута, сопственом иницијативом или на предлог најмање једне трећине чланова Друштва и припрема предлог измена и допуна, који подноси Скупштини на усвајање
- одлучује о покретању поступка за накнаду штете;
- одлучује о пријему нових чланова;
- подноси Скупштини годишњи финансијски извештај;
- подноси Скупштини годишњи извештај о раду;
- одлучује о другим питањима за која нису овлашћени други органи Друштва.

Председништво има 7 чланова.
У периоду од 2013. до 2015. године чланови Председништва били су: Ана Барбатесковић (заменик председника), Драгана Василијевић, Тамара Марђетко, Марија Марковић, Биљана Николић, Александра Пешић (председник), Александра Томић.
У периоду од 2015. до 2017. године чланови Председништва били су: Олга Арсић, Ана Барбатесковић (заменик председника), Бојана Ђермановић, Милена Михајловић, Биљана Николић, Александра Пешић (председник), Невена Пртењак.

### Савет
Савет одлучује о стратешким питањима рада и развоја Друштва.
Савет:
- предлаже годишњи план рада;
- предлаже годишњи финансијски план;
- предлаже Скупштини значајне пројекте и инвестиције;
- контролише финансијско пословање.

Савет има 9 чланова, из реда запослених на академским институцијама и истакнутих стручњака.
У периоду од 2013. до 2015. године чланови Савета били су: проф. др Бобан Арсенијевић (Филозофски факултет Универзитета у Нишу), проф. др Тијана Ашић (Филолошко-уметнички факултет Универзитета у Крагујевцу), доц. др Мирјана Даничић (Филолошки факултет Универзитета у Београду), проф. др Јелена Костић Томовић (Филолошки факултет Универзитета у Београду), Mr Phil. Бојана Ђермановић (Центар за стране језике "Контекст"), мр Јасмина Николић (Филолошки факултет Универзитета у Београду), научни саветник др Биљана Сикимић (Балканолошки институт САНУ), доц. др Дивна Тричковић (Филолошки факултет Универзитета у Београду), проф. др Јелена Филиповић (Филолошки факултет Универзитета у Београду).
У периоду од 2015. до 2017. године чланови Савета били су: проф. др Бобан Арсенијевић (Филозофски факултет Универзитета у Нишу), проф. др Тијана Ашић (Филолошко-уметнички факултет Универзитета у Крагујевцу), доц. др Мирјана Даничић (Филолошки факултет Универзитета у Београду), проф. др Јелена Костић Томовић (Филолошки факултет Универзитета у Београду), мр Јасмина Николић (Филолошки факултет Универзитета у Београду), доц. др Марија Рунић (Филолошки факултет Универзитета у Бања Луци), научни саветник др Биљана Сикимић (Балканолошки институт САНУ), доц. др Дивна Тричковић (Филолошки факултет Универзитета у Београду), проф. др Јелена Филиповић (Филолошки факултет Универзитета у Београду).

## Чланство
Друштво младих лингвиста окупља све заинтересоване за језик и лингвистику, без обзира на године или професионално опредељење. Члан Друштва младих лингвиста може бити свако лице које прихвата циљеве Друштва и Статут, поднесе пријаву за учлањењ и плати чланарину за текућу годину. Малолетно лице са навршених 14 година живота може се учланити уз прилагање оверене изјаве његовог законског заступника о давању сагласности. За лице млађе од 14 година пријаву подноси његов законски заступник.
За чланове из Србије, чланарина за 12 месеци износи 1000 динара.
Члан има право да:
- равноправно са другим члановима учествује у остваривању циљева Друштва;
- непосредно учествује у одлучивању на Скупштини, као и преко других органа;
- бира и буде биран у органе Друштва;
- буде благовремено и потпуно информисан о раду и активностима Друштва.

Члан је дужан да:
- активно доприноси остваривању циљева Друштва;
- учествује, у складу са интересовањем, у активностима Друштва;
- плаћа чланарину;
- обавља друге послове које му повери Председништво;
- чува углед Друштва;
- комуницира са другим члановима удружења на нивоу међусобног уважавања и поштовања.

## Библиотека у оснивању
Библиотека у оснивању је књижни фонд од око 130 наслова из лингвистике, филологије и сродних области у поседу Друштва младих лингвиста. Доступна је члановима Друштва, према Правилнику о раду библиотеке у оснивању, из ког издвајамо следеће одредбе:
- може се истовремено позајмити 5 књига на период од 3 месеца;
- ако корисник не врати публикације у року од 7 дана од дана упућивања опомене, његово/њено име ће бити објављено на сајту удружења са назначеним датумом од кад дугује књигу; уколико корисник не врати књигу, податак о томе ће на сајту удружења остати трајно.

Чланови Друштва добијају налоге на сајту Либрарика, преко којих се обезбеђује брзо резервисање и комуникација са управником библиотеке. Све књиге из библиотеке можете погледати у електронском каталогу на истом сајту.